# Canton de Fonsommes
Le canton de Fonsommes est une ancienne division administrative française du département de l'Aisne, située dans le district de Saint-Quentin. Son chef-lieu était la commune de Fonsommes (aujourd'hui: Fonsomme) et le canton comptait 18 communes au moment de sa création.

## Histoire
Le canton est créé le 18 février 1790 sous la Révolution française,. 
Le canton a compté dix-huit communes avec Fonsommes pour chef-lieu au moment de sa création : Croix-Fonsommes, Essigny-le-Petit, Étaves-et-Bocquiaux, Fonsommes, Fontaine-Notre-Dame, Fontaine-Uterte, Harly, Le Haucourt, Homblières, Lesdins, Marcy, Mesnil-Saint-Laurent, Montigny-en-Arrouaise, Morcourt, Omissy, Remaucourt, Rouvroy et Sequehart. Il est une subdivision du district de Saint-Quentin qui disparait le 5 Fructidor An III (22 août 1795).
En 1798, le hameau de Fieulaine de la commune de Fontaine-Notre-Dame est érigé en commune indépendante. Le canton comprend 19 communes.
Lors de la création des arrondissements par la loi du 28 pluviôse an VIII (17 février 1800), le canton de Fonsommes est rattaché à l'arrondissement de Saint-Quentin.
Le canton disparaît le 25 septembre 1801 (3 vendémiaire, an X) sous le Consulat ; Essigny-le-Petit, Fieulaine, Fonsommes, Fontaine-Notre-Dame, Harly, Homblières, Lesdins, Marcy, Mesnil-Saint-Laurent, Morcourt, Omissy, Remaucourt et  Rouvroy sont reversées dans le canton de Saint-Quentin. Les communes de Le Haucourt et de Sequehart rejoignent le canton du Catelet. Croix-Fonsommes, Étaves-et-Bocquiaux, Fontaine-Uterte et Montigny-en-Arrouaise sont rattachées au canton de Bohain.

## Composition
Le canton est composé de 19 communes au moment de sa suppression en 1801. 
Le tableau suivant en donne la liste, en précisant leur nom, leur population en 1793, puis en 1800, leur cantons de rattachement de l'An X, et leur appartenance aux cantons actuels.
| Communes              | Population (1793) | Population (1800) | Canton de l'an X | Canton actuel        |
| --------------------- | ----------------- | ----------------- | ---------------- | -------------------- |
| Croix-Fonsommes,      | 224               | 243               | Bohain           | Bohain-en-Vermandois |
| Essigny-le-Petit      | 234               | 281               | Saint-Quentin    | Saint-Quentin-2      |
| Étaves-et-Bocquiaux   | 1 021             | 985               | Bohain           | Bohain-en-Vermandois |
| Fieulaine             | -                 | 376               | Saint-Quentin    | Saint-Quentin-2      |
| Fonsommes,            | 304               | 315               | Saint-Quentin    | Saint-Quentin-2      |
| Fontaine-Notre-Dame   | 1 035             | 406               | Saint-Quentin    | Saint-Quentin-2      |
| Fontaine-Uterte       | 227               | 235               | Bohain           | Bohain-en-Vermandois |
| Harly                 | 109               | 129               | Saint-Quentin    | Saint-Quentin-3      |
| Le Haucourt,          | 460               | 432               | Le Catelet       | Bohain-en-Vermandois |
| Homblières            | 813               | 815               | Saint-Quentin    | Saint-Quentin-3      |
| Lesdins               | 255               | 286               | Saint-Quentin    | Saint-Quentin-2      |
| Marcy                 | 282               | 328               | Saint-Quentin    | Saint-Quentin-2      |
| Mesnil-Saint-Laurent  | 257               | 255               | Saint-Quentin    | Saint-Quentin-3      |
| Montigny-en-Arrouaise | 781               | 781               | Bohain           | Bohain-en-Vermandois |
| Morcourt              | 312               | 304               | Saint-Quentin    | Saint-Quentin-2      |
| Omissy                | 201               | 208               | Saint-Quentin    | Saint-Quentin-2      |
| Remaucourt            | 275               | 269               | Saint-Quentin    | Saint-Quentin-2      |
| Rouvroy               | 123               | 138               | Saint-Quentin    | Saint-Quentin-2      |
| Sequehart             | 423               | 439               | Le Catelet       | Bohain-en-Vermandois |

## Évolution démographique
| 1793  | 1800  |
| ----- | ----- |
| 7 336 | 7 225 |

Histogramme

(élaboration graphique par Wikipédia)